# Поэкилоплеврон
Поэкилоплевро́н (лат. Poekilopleuron, от др.-греч. ποικίλος — разный и πλευρόν — ребро) — род хищных ящеротазовых динозавров из подотряда тероподов. Жил в юрском периоде (батский ярус, около 168—165 млн лет назад). Название рода использовалось в разных вариантах названия, но только Poekilopleuron является правильным. Типовой вид — P. bucklandii. До наших дней дошло мало останков, так как кости голотипа были разрушены во Второй мировой войне, но некоторые кости сохранились.

## Открытие и название
Голотип, который был размещён в Musée de la Faculté des Sciences de Caen, включал пальцы, гастралию, хвостовые позвонки, шеврон, левую переднюю конечность, рёбра и заднюю конечность. Poekilopleuron является родом мегалозаврид с долгой и сложной историей. Род был впервые назван и описан Жаком Аман Эд-Делонгшаном в 1838 году. Название происходит от греческого др.-греч. ποικίλος — «разнообразный» и πλευρόν — «ребро», из-за трёх типов рёбер. Видовое название дано в честь Уильяма Бакленда.

## История классификации
Эд-Делонгшан полагал, что образец может принадлежать одному из ранних видов. Если это так, то название должно быть изменено. Действительно, после 1879 года Poekilopleuron часто относили к Megalosaurus bucklandii. Выбор Эд-Делонгшана вызвал некоторые проблемы с классификацией. Фридрих фон Хюне в 1923 году пришёл к выводу, что это останки нового вида мегалозавра. Поскольку оба ящера носили название bucklandii, их трудно было различать. Поэтому фон Хюне переименовал вид в Megalosaurus poekilopleuron.

## Описание
Отличительной особенностью Poekilopleuron были его передние конечности. Их длина около 60 см, они очень выделялись в строении тела этих теропод. В отличие от более поздних хищников, чьи передние конечности были меньше по отношению к телу, «руки» поэкилоплеврона были длинными и мощными. Большую часть их длины занимала продолговатая, но мощная мускулистая плечевая кость. Предплечья были короткими и крепкими, это общая черта поэкилоплеврона с чуть поздним и значительно большим американским родственником торвозавром. Уникальной особенностью является отсутствие локтевого отростка на локтевой кости.